# NGC 3361
NGC 3361 é uma galáxia espiral barrada (SBc) localizada na direcção da constelação de Sextans. Possui uma declinação de -11° 12' 29" e uma ascensão recta de 10 horas, 44 minutos e 29,1 segundos.
A galáxia NGC 3361 foi descoberta em 1880 por Andrew Ainslie Common.